# Luciano Capicchioni
Luciano Capicchioni (Rimini, 14 luglio 1946 – San Marino, 2 marzo 2021) è stato un procuratore sportivo e dirigente sportivo sammarinese con cittadinanza statunitense.

## Biografia
Da adolescente si trasferì negli Stati Uniti insieme al padre e alle due sorelle.
Nel 1965 divenne fondatore e presidente della prima squadra di ciclismo della Michigan State University.
Rientrato in Europa, tre anni più tardi creò la Federazione Sammarinese Pallacanestro. Nel 1969 costituì, oltre alla squadra di club Pallacanestro Titano, anche la federazione sammarinese di baseball, di cui fu il primo presidente federale fino al 1972. Durante questo periodo, la nazionale titana partecipò al suo primo campionato europeo di baseball, quello del 1971.
Nel 1972 Capicchioni diede origine alla I.B.C./San Marino All Stars, una formazione itinerante composta da giocatori internazionali da schierare in partite amichevoli e tornei estivi, al fine di metterli in mostra agli occhi di dirigenti e osservatori.
Tra il 1979 e il 1984 è stato vicepresidente del Comitato Olimpico Nazionale Sammarinese per i Giochi olimpici di Mosca e Los Angeles.
Il 1986 fu l'anno in cui Capicchioni fondò la Interperformances, agenzia con sede centrale a San Marino specializzata nella rappresentanza di atleti professionisti in tutto il mondo. Negli anni a seguire, molti dei suoi assistiti divennero protagonisti in NBA, tra cui spiccano Toni Kukoč, Sasha Danilović, Arvydas Sabonis, Peja Stojaković, Žydrūnas Ilgauskas ed Emanuel Ginóbili. Oltre ai cestisti, assistette anche giocatori di football americano, calcio, pallavolo e baseball. Suo figlio Manuel entrò in società nel 1998.
Nel 2000 allestì i Sankt-Peterburg Lions, in un anno in cui alle squadre del campionato russo era vietato iscriversi a competizioni europee diverse da quelle organizzate dalla FIBA. Capicchioni accettò la proposta del presidente dell'Eurolega ULEB e creò appositamente un club che rappresentò la Russia in quell'edizione della competizione, vista la non partecipazione al campionato nazionale. La squadra, che si allenava a Varese e volava a San Pietroburgo per disputare le partite interne, cessò le operazioni dopo un anno, complice anche la fusione tra le due competizioni ULEB e FIBA. Capicchioni proseguì poi l'attività in Austria agli Arkadia Traiskirchen Lions.
Nell'estate del 2002 Capicchioni rilevò il Basket Rimini Crabs, squadra militante nel campionato di Legadue. Si disimpegnò parzialmente nel 2006, poi contruibuì economicamente nel marzo 2010 per far sì che il club in difficoltà economica potesse terminare la stagione, e tornò ad avere un ruolo di rilievo nella stagione 2010-2011 quando affiancò la public company del presidente Adriano Braschi e l'imprenditore Giorgio Corbelli formando una triade al comando del club. Gravata dalle pendenze economiche, la società venne messa in liquidazione nell'estate del 2011, ma riuscì a rimanere in attività e a mantenere il proprio storico codice di affiliazione proprio grazie all'intervento di Capicchioni, che tornò ad essere patron unico pur ripartendo dal dilettantismo, e nel giro di qualche anno risanò la situazione debitoria. Nel 2018 decise di proseguire l'attività dei Crabs con il solo settore giovanile, poi due anni dopo cedette la società a Rinascita Basket Rimini, continuando ad occuparsi della sola attività di agente.
Morì nella notte tra il 1º e il 2 marzo 2021, a seguito di un arresto cardiaco occorsogli presso la sua residenza sammarinese.